# Arbatskaja (Arbatsko-Pokrovskajalinjen)
Arbatskaja metrostation (russisk: Арба́тская) er en station på Moskvas metro i Arbat rajon, Centrale administrative okrug, Moskva på Arbatsko-Pokrovskajalinjen, mellem stationerne Smolenskaja og Revolutionspladsen.
Stationen er opkaldt efter gaden Arbat og har samme navn som en station på Filjovskajalinjen. Stationen er en del et af de største trafikknudepunkter i Moskvas metrosystem. Fra stationen er der gåafstand til stationerne "Lenins bibliotek" Sokolnitjeskajalinjen, "Aleksandrovskij haven" Filjovskajalinjen og "Borovitskaja" på Serpukhovsko-Timirjazevskajalinjen.

## Historie
Stationen har status som et kulturarvs objekt. Den nuværende Arbatskaja station bygedes i 1953 samtidigt som Smolenskaja og Kijevskaja. Den gamla stationen skadedes 1941 under et tysk bombeangreb og blev erstattet af en meget dybereliggende station (41 m), som også skulle fungera som beskyttelsesrum. For at beskyttelsesrum skulle kunne rumme så mange menesker som muligt bygedes stationen meget stor, og Arbatskaja har den næst længste perron i hele metrosystemet (ca 250 m).